# Montereggio (Mulazzo)
Montereggio is een plaats (frazione) in de Italiaanse gemeente Mulazzo.